# Льянов, Мустафа Керимович
Мустафа Керимович Льянов (17 августа 1908 — 1992) — советский ингушский общественный деятель, управленец и журналист, директор Чечено-Ингушского государственного драматического театра (1935—1941) и главный редактор газеты «Сердало» (1957—1977).

## Биография
Родился 17 августа 1908 года. В 1920-х — 1930-х годах был соратником ингушских общественных деятелей И. Б. Зязикова, А. И. Горчханова и И. Г. Мальсагова. В 1932 году с отличием окончил Коммунистический университет трудящихся Востока в Москве.
С 1932 года работал в Ингушском областном комитете ВКП(б), являлся заведующим отделения культуры и пропаганды, с 1934 года — заместителем секретаря обкома и вторым секретарём Пригородного районного комитета.
В 1935—1941 годах являлся директором Чечено-Ингушского государственного драматического театра (ныне Чеченский драматический театр имени Ханпаши Нурадилова) в Грозном. В 1941—1942 годах являлся директором Чечено-Ингушского госиздата.
В 1942—1943 годах являлся курсантом военно-политического училища. На фронте Второй мировой войны не был. В 1943—1944 годах был отправлен в Барнаул в качестве инструктора пропаганды гарнизонного Дома Красной Армии. По мнению газеты «Ингушетия», это было связано с подготовкой к депортации чеченцев и ингушей.
В 1944 году в ходе депортации был сослан в Акмолинскую область Казахской ССР. С 1944 года являлся директором местного промышленного комбината райпотребсоюза, с 1945 года — заведующим производством артели имени Н. Островского.
В 1957 году вернулся в восстановленную Чечено-Ингушскую АССР. В 1957 году занимался восстановлением ингушеязычной газеты «Сердало», являлся её главным редактором до 1977 года. С 1977 года являлся старшим редактором ингушского вещания на телевидении ЧИАССР.
Умер в 1992 году.

## Награды
- Медаль «За доблестный труд в Великой Отечественной войне 1941—1945 гг.» (1945)[1]
- Медаль «За победу над Германией в Великой Отечественной войне 1941—1945 гг.» (1946)[1]
- Медаль «За трудовую доблесть» (1956)[1]